# Axelle Brodiez-Dolino
Axelle Brodiez-Dolino est une chercheuse en histoire travaillant pour le CNRS. Elle est récipiendaire de la Médaille de bronze du CNRS 2017. Elle travaille sur les enjeux de pauvreté et de précarité contemporains (de 1880 à nos jours).

## Biographie

### Jeunesse et études
Axelle Brodiez-Dolino est une ancienne élève de l'École normale supérieure de Fontenay-Saint-Cloud/Lyon. Elle est reçue en 2000 à l'agrégation d'histoire, et obtient en 2004 un doctorat en histoire contemporaine à l'université Paris 8.

### Parcours professionnel
En 2007, elle est recrutée comme chargée de recherche au Laboratoire de recherches historiques Rhône-Alpes, elle y étudie notamment l'histoire des associations françaises de solidarité, comme Emmaüs ou le Secours populaire.
Depuis juillet 2017, elle travaille au sein du Centre Norbert Elias, à Marseille. Elle en est codirectrice depuis 2020 et directrice de recherche depuis 2022.
Enfin, elle est directrice-adjointe de la revue Le Mouvement social, membre de l'Observatoire national de la pauvreté et de l'exclusion sociale, membre du comité de rédaction de la Revue d'histoire de la protection sociale et membre du comité de rédaction de la revue Enquête (EHESS).

## Publications
- Le Secours populaire français (1945-2000) : du communisme à l'humanitaire, Presses de Sciences Po, 2006
- Emmaüs et l'abbé Pierre, Paris, Presses de Sciences Po, 2009
- Axelle Brodiez-Dolino, Combattre la pauvreté : vulnérabilités sociales et sanitaires de 1880 à nos jours, Paris, CNRS Éditions, 2013, 328 p. (ISBN 9782271076052)
- Des sans-logis aux sans domicile. Le Foyer Notre-Dame des Sans-Abri à Lyon depuis 1950, Saint-Étienne, Presses universitaires de Saint-Étienne, coll. « Sociologie – Matières à penser », 2020  (ISBN 978-2-86272-735-6)
- Notre part de solidarité, Paris, Belopolie, coll. « Penser, décider, agir », 2022  (ISBN 9782491534035)
- ATD QUART MONDE une histoire transnationale  La lutte contre la pauvreté, d'un bidonville à l'Onu, Paris, PUF, 2025,  (ISBN 9782130854661)

En co-direction
- avec Bruno Dumons (dir.), La protection sociale en Europe au XXe siècle, Rennes, Presses universitaires de Rennes, 2014
- avec Isabelle von Bueltzingsloewen, Benoît Eyraud, Christian Laval et Bertrand Ravon (dir.), Vulnérabilités sanitaires et sociales. De l'histoire à la sociologie, Rennes, PUR, 2014

## Distinctions
- Médaille de bronze du CNRS 2017